# Гартмут фон Гесслін
Гартмут фон Гесслін (нім. Hartmut von Hößlin; 25 березня 1919, Мюнхен - 31 серпня 2005, Аугсбург) - німецький офіцер, гауптман (капітан) вермахту. Кавалер Лицарського хреста Залізного хреста.
Син генерал-майора Губерта фон Гессліна, молодший брат Роланда фон Гессліна.

## Нагороди
- Залізний хрест 2-го і 1-го класу
- Лицарський хрест Залізного хреста (17 квітня 1945) - як гауптман і командир 2-го батальйону 7-го артилерійського полку 7-ї піхотної дивізії.